# Microphthalma pedalis
Microphthalma pedalis är en tvåvingeart som beskrevs av Henry J. Reinhard 1953. Microphthalma pedalis ingår i släktet Microphthalma och familjen parasitflugor. Inga underarter finns listade i Catalogue of Life.